# Nergården
Nergården est une localité du comté de Troms og Finnmark, en Norvège.

## Géographie
Administrativement, Nergården fait partie de la kommune de Bjarkøy.